# بجيلة
بَجِيلَةُ قبيلةٌ أنمارية قحطانية، وبعض المصادر تنسُبها إلى عدنان. وبَجِيلةُ هي بَجِيلة بِنتُ صعب بْنِ علي بْنِ سعدِ العشيرة بْنِ مَذْحِج. امرأة تزوّجها أنمار فولدت له أولاداً اشتَهر عليهم اسم أمهم، منهم: عبقر، وصُهَيبة، والغَوث، وأشهل، وطريف، ومن أشهر بطون بَجِيلة قبيلة بني مالك.

## النسب
مُختلف فيه إلى قولين:
- أنمار بن إراش بن عمرو بن الغوث بن نبت بن مالك بن زيد بن كهلان بن سبأ[6][7][8][9][10][11][12][13] ، 
  - ورد في حديث شريف: قالَ رجلٌ: يا رسولَ اللَّهِ، وما سَبأٌ، أرضٌ أو امرأةٌ؟ قالَ: ليسَ بأرضٍ ولا امرأةٍ، ولَكِنَّهُ رجلٌ ولدَ عشرةً منَ العربِ فتيامنَ منهم ستَّةٌ، وتشاءمَ منهم أربعةٌ. فأمَّا الَّذينَ تشاءموا فلَخمٌ، وجُذامُ، وغسَّانُ، وعامِلةُ، وأمَّا الَّذينَ تيامنوا: فالأزدُ، والأشعرون، وحِميرٌ، وَكِندةُ ومَذحِجٌ، وأنمارٌ. فقالَ رجلٌ: يا رسولَ اللَّهِ، ما أنمارٌ؟ قالَ: الَّذينَ منهم خثعَمُ، وبَجيلةُ.صحيح الترمذي[ملاحظة 1]
- أنمار بن نزار بن معد بن عدنان.[14][15][16][17][18][19][20][21][22][23][24]

## أشهر بطون قبيلة بجيلة
- بنو قسر وهم بنو مالك حاليا وتقطن في جنوب الطائف [25]

- بنو أحمس بن الغوث [27]
- بنو فتيان بن زيد بن الغوث [28]

## مواطنها
يذكر الأخباريون أن قبائل العرب كانت تنزل جميعها في أول أمرها تهامة، ثم افترقت في شتى المواطن، ومن القبائل التي جلت عن تهامة قبيلة بجيلة وأختها خثعم وقد نزلتا جبال الحجاز الوسطى، وهي الحاجز بين نجد وتهامة، ومن منازل بجيلة في الحجاز حَلية وأُسالم وحقال. وقد استقرت بجيلة في منازلها هذه حتى وقعت الحرب بين بطونها وأفنت عدداً كبيراً من أبنائها، فاضطروا إلى الجلاء عن منازلهم وتفرقوا في قبائل العرب، ومن القبائل التي نزلوا في جوارها بنو جعفر بن كلاب، وكلب بن وَبْرة، وبنو سُليم، وسعد بن تميم، وذُهل بن شيبان.

### بجيلة في السعودية
تقطن بعض أشهر بطون بجيله في السعودية وخاصة الحجاز مثل بنو قسر والذين يعرفون الآن بِبنو مالك-ويقطنون تهامة اضم وفي السراة جنوب الطائف، وبني ذبيان يجاورون بني مالك في وادي أضم كما توجد بعض العشائر الأخرى كال ميعان في عسير وال حمامه وقد دخلوا في قبيلة بللسمر وهناك بعض القبائل الأخرى في نجد مثل آل قعيضب وآل جليفي وآل رباح وآل مانع وغيرهم.

### بجيله في العراق
هناك مجموعة من العشائر في العراق حافظوا على نسبهم المتصل لقبيلة بجيله وأكثرهم ينتسبون إلى هلال البجلي واستقرت البطون البجليه هناك بعد فتح العراق أو سبب كثرتهم ان عمر ابن الخطاب-رضي الله عنه اعطاء لبجيلة ربع سواد العراق لترضيتهم على فتحها ويقال ان أكثر أهل العراق يرجع نسبهم لبجيله ويسكنون في (الكوفة) (البصرة) (واسط) (الموصل) (البوازيج) ومنهم البوفتياني والبوجيلي والسعيد.

### بجيله في الكويت
أكثر البجليين القاطنين بالكويت من البجلان.

### بجيلة فيقطروالبحرين
تتواجد بجيلة أيضاً في قطر باسم الفراهيد وهم غير فراهيد قبيلة زهران المتواجدين بسلطنة عمان كما يتواجد القليل منهم في البحرين.

### بجيله في فارس (إيران، خرسان)
لقد كان لقبيلة بجيله مناصب عاليه في بلاد فارس -إيران حالياً- وخرسان أيام الدولة الاموية الإسلامية وقد استقرت بعض بطون بجيله هناك كما قال المؤرخ ديكسون انه في القرن السابع عشر للميلاد كانت هناك قبيلة تسمى بني صعب من بجيلة كان لهم إمارة في بلاد فارس تسمى إمارة بندر ريق.

### بجيله في الشام
بطون بجيله في الشام اقل من العراق بشكلٍ واضح جداً وهم يقطنون في (دمشق) (حلب) (الجولان) (الرقة) (الشراة) وغيرها كما توجد قبيلة في لبنان وفلسطين تسمى ال كبي نسبة لبطن قيس كبه وقد هاجروا إلى هناك وهم متواجدين اليوم مع قبيلة الجهالين التي تنقسم قسمين جزء منها في السعودية بديار بجيلة والجزء الآخر في لبنان.

### بجيله في اليمن
هناك أحد بطون قبيلة بجيله يدعى السِرو قد تواجدوا في اليمن وكانو في (جبال مهرة) بالإضافة إلى بني هبيرة التي تحالفت مع مراد وهي تنسب لهبيرة (المكشوح) البجلي الذي حالف قبيلة مراد قديماً وهو أبو قيس بن المكشوح البجلي.

### بجيله في غير ذلك
تواجدت قبيلة بجيله ايضاً في مصر والمغرب والجزائر بعد الفتوحات الإسلامية.

## قبيلة بجيلة بين العرب
كان لقبيلة بجيلة بين العرب مناصب ومراتب ومعارف وسوف نتطرق إلى بعض ما عرفت به قبيلة بجيلة

### فصاحة بجيلة
بحسب المراجع والكثير من العلماء الذين تكلموا في بجيلة اتفقوا انها أحد افصح القبائل العربية فترتيب القبائل العربية حسب الفصاحة كالتالي:
1. قبيلة هذيل
2. قبيلة بجيلة
3. قبائل الازد

ومن شعراء قبيلة بجيلة:
- حصين بن سلامه (أبو حية) البجلي، [37]
- ربيعة الفتياني البجلي، [37]
- سليمان بن مهاجر البجلي، [37]
- أبو راسب البجلي، [37]
- جرير بن عبد الله البجلي [37][38]
- ألازور بن سلمة السعدي البجلي، [37]
- أسامه بن سفيان البجلي، [37]
- إسماعيل بن جرير البجلي، [37]
- ابن أحمر العتكي البجلي، [37][39]

منافرة جرير البجلي في الجاهلية
- المنافرة هي المحاكمة والمفاخرة،
- في أيام الجاهلية تنافر جرير بن عبد الله البجلي (زعيم بطن بنو قسر أو بنو مالك من قبيلة بجيلة) مع خالد بن أرطأه بن خشين الكلبي (زعيم قضاعة) والسبب ان قبيلة كلب اصابت رجل من بطن عادية من بجيلة يقال له مالك بن عتبه العادي البجلي فوافوا به عكاظ فمر العادي بابن عمه القاسم بن عقيل البجلي، فجذب الكلبي مالك بن عتبه البجلي فقال القاسم البجلي: انه ابن عمي فكبر الامر عند القاسم البجلي فذهب القاسم البجلي إلى جرير بن عبد الله البجلي (سيد بنو قسر من قبيلة بجيله) وهجموا على منازل قبيلة كلب بعكاظ واخذوا ابن عمهم مالك العادي البجلي وقال جرير البجلي في اليوم التالي: ميعادنا من قابل سوق عكاظ وحكم بينهم الاقرع بن حابس التميمي ووضعوا الرهون (رهان) على يدي عتبة بن ربيعه أحد اشراف قبيلة قريش فقال الاقرع التميمي: ماعندك ياخالد (من قبيلة كلب) فقال خالد الكلبي:
- نحن ننزل البراح *ونطعن بالرماح *ونحن فتيان الصباح

فقال الاقرع التميمي: ماعندك يا جرير (من بنو قسر أحد بطون قبيلة بجيلة) فقال جرير البجلي:
- نحن الذهب الاصفر *والاحمر المعصفر *نخيف ولا نخاف *نطعم ولا نستطعم *ونحن حي لقاح *نطعم ماهبت الرياح *نطعم الشهر ونضمن الدهر *ونحن الملوك لقسر

فكسب جرير وقومه بجيلة الرهان.

## في الجاهلية
كانت بجيلة في الجاهلية على الوثنية، شأن جلّ قبائل العرب، وكان لها صنم يعرف بذي الخَلَصة. وكانت تشاركها في تقديسه خثعم وباهلة ودوس وأزد السراة وقبائل أخرى، وكان موضعه بتَبالة، بين مكة واليمن، وله بيت يُحَجّ إليه. فلمّا جاء الإسلام مضى جرير بن عبد الله مع جماعة من قومه بأمر رسول الله فحطّم الصنم وأحرق البيت. ومن رجال بجيلة البارزين في الجاهلية شِقٌ بن صعب الكاهن المشهور، ومن ولد شِقّ هذا كُرْز بن عامر، جدّ خالد بن عبد الله القَسْري وكان يدعى في الجاهلية كُرز الأعنّة لشجاعته ومروءته. وكان ابنه أسد بن كُرز مسوَّداً في قومه، وكان يدعى ربّ بجيلة، وهو أحد من حرّم على نفسه شرب الخمرة، تنزّهاً عنها. وقد عرض قوم لجارٍ له فأوقع بهم وقعة عظيمة انتصاراً لجاره.

## في الإسلام

### بجيلة في الإسلام
نزحت طوائف من بجيلة في الإسلام إلى مواطن جديدة في الأمصار، فاستقرّ عِظمها في الكوفة واستوطن سائرها البصرة والشام، ولما فتحت الأندلس نزلت جماعة منها مدينة أَرْبونة (مرفأ فرنسي على شاطئ البحر المتوسط). وقد شاركت بجيلة في الفتوح الإسلامية، ولَما وجّه عمر بن الخطاب جرير بن عبد الله البجلي لقتال الأعاجم سنة 14هـ سأله أن يجمع له بطون بجيلة المتفرقة في أحياء العرب ليشاركوا في الفتوح فأجابه إلى ما طلب، ووجّه عمر يزيد بن أسد البَجَلي في بعوث المسلمين إلى الشام فاستقر فيها. ولمّا أحيط بعثمان بن عفان أرسله معاوية لنصرته ولكنه وصل بعد مقتله، وحين نشب الصراع بين علي بن أبي طالب ومعاوية انحاز إلى معاوية وكان يحرّض القوم على قتال علي. وكانت بجيلة في الكوفة تشارك طائفة من القبائل في أحد أسباع الكوفة، ولم تكن لها كثرة عددية تجعلها تستقل بأحد الأسباع. وقد شاركتها في سُبعها خزاعة وكندة والأزد. ولَما حوَّل زياد بن أبي سفيان أسباع الكوفة إلى أرباع شاركت بجيلة في أحد هذه الأرباع قبائل يمنية ومضرية. من رجال بجيلة النابهين في الإسلام جرير بن عبد الله البجلي الذي كان له ولقومه بلاء مذكور في فتوح العراق وفارس. ومن رجالها البارزين في الإسلام كذلك أسد بن عبد الله الذي قدم على الرسول فأسلم هو وابنه يزيد. وكان يزيد خطيباً مفوَّهاً وسيِّداً مطاعاً في قومه أهل اليمن، وكان يلقب بخطيب الشيطان، ويحتمل أنه لقب بذلك لحظة القوم على قتال عليّ بن أبي طالب في صِفِيّن. وأشهر من برز من هذه الأسرة أيضا خالد بن عبد الله بن يزيد القَسْري وأخوه أسد بن عبد الله وقد وُلّي خراسان أيام هشام بن عبد الملك وقام بغزوات موفقة في بلاد الترك، نذكر بعضها:

### وفادة قبائل بجيلة للنبي
وفادة جرير وبني قسر
في السنة العاشرة من الهجرة إنطلق جرير بن عبد الله البجلي رضي الله عنه من بلاد قومه بجيلة إلى حيث النبي صلى الله عليه وسلم بالمدينة المنورة ، وفي يوم من الايام وبينما رسول الله صلى الله عليه وسلم يختطب بالناس قال: يطلع عليكم من هذا الفج من خير ذي يمن على وجهه مسحة ملك، فطلع جرير على راحلته ومعه قومه، فأسلموا وبايعوا.
وفادة قيس بن عزره وبني احمس
وفي نفس السنة قدم قيس بن عزرة الاحمسي البجلي فقال رسول الله صلى الله عليه وسلم من أنتم؟ فقالوا نحن أحمس، فقال النبي: وأنتم اليوم كذلك لله، وأمر بلال أن يعطي ركاب البجليين وأن يبدأ بالأحمسيين.
وفادة أسد بن كرز القسري البجلي
وفد أسد بن كرز بن عامر بن القسري البجلي على النبي صلى الله عليه وسلم، وكان معه رجل من ثقيف، فأهدى أسد البجلي إلى النبي قوسا، وهذا القوس مصنوع من إحدى الاشجار في جبال بجيلة، فأراد الثقفي أن ينسب الجبل إليهم ولكن النبي قال هو جبل قسر وبه سمي والدهم وقيل أنه حالياً يسمى جبل عمد وهو بين ديار ثقيف وبني مالك بجيلة.

### تحطيم ذي الخلصة
أرسل النبي صلى الله عليه وسلم جرير بن عبد الله البجلي لهدم صنم ذي الخلصة، وهو صنم في ترعه كانت تتوجه له قبائل دوس وبجيلة وغيرها من القبائل، فتعرضت له بعض القبائل ولكنه استطاع أن يهزمها واستطاع أن يحطم ذلك الصنم وأن يحرقه.

### قتال بجيلة ضد مرزبان المدائن والفرس
لما أتى خبر وقعة الجسر إلى عمر بن الخطاب، أرسل إلى بجيلة ببلادهم يأمرهم بالمسير إلى حيث المسلمين في العراق، ولما وصل جرير وقومه البالغ عددهم قرابة الثلاثة آلاف، علم بذلك مرزبان الفرس وكان معه عشرة آلاف من فارس من الأساورة، فأشاروا بجيلة على جرير بأن يعبر بهم نهر دجلة لقتال الفرس، ولكن جرير أحجم عن هذه الفكرة حتى لايتكرر ماحصل في الجسر، وفي إحدى الايام عبر الفرس هذا النهر، فهاجمهم جرير وقومه حتى قتلوهم وهزموهم شر هزيمة.

### قتال بجيلة في معركة البويب
بعد هزيمة الأساورة في نهر دجلة، سار جرير وقومه إلى المثنى بن الحارثة مساندا له في معاركه، وشكلا بذلك جيشين، حتى التقوا بجيوش مهران الجرارة، فحدث بينهما قتال شديد وطويل، وفي خضم المعركة أدرك جرير مهران فضربه بسيفه ضربة قوية جعلته لايقوى على الدفاع، فجاء حسان بن المنذر الضبي واحتز رأسه، وفاز جرير بمنطقته وسَلَبه، وصول سبيع بن زهير البجلي للمدينة بعد هذه المواقف العظيمة والانتصارات الساحقة، قام جرير بن عبد الله بإرسال سبيع بن زهير البجلي إلى المدينة ليبلغ عمر بذلك، فجعل الناس يسألون سبيع ماتركت وراءك؟ قال : تركت بجيلة يهيلون الذهب هيلا. فكبر الناس وكبر عمر مرارا وحرضهم على اللحاق بجرير. وفي ذلك يقوم الشاعر عبيد بن عمرو البجلي:

### بجيلة في معركة القادسية
يقول الطبري: كان جريراً في ميمنة الجيش وقيس بن المكشوح على الميسرة، أضحى جرير بن عبد الله يحرض قومه على التفاني في القتال، فهو القائل : يا معشر بجيلة، لا يكونن أحد أسرع إلى هذا العدو منكم، فإن لكم في هذه البلاد - إن فتحها الله عليكم - حظوة ليست لأحد من العرب، فقاتلوهم التماس إحدى الحسنيين، هبت بجيلة إلى ساحة المعركة وكانت ثاني قبيلة، وعندما إلتحمت الصفوف قام الفرس بتوجيه ستة عشر فيلا على الجانب الذي هم فيه ، وذلك بعد أن سألوا أحد المرتدين عن نقطة القوة؟ فاشار إلى أنها في ذلك الجانب الذي به بجيلة كانت بجيلة اقوى الجيش كما شكلت ربع المسلمين في هذه المعركة فالمؤرخين يقولون بان بجيلة كانوا ثلاثة الاف رجل والف امراه، ثم قام جرير بن عبد الله بالهجوم على قنطرة الفرس وذلك بمفرده، فحملوا عليه برماحهم حتى سقط من على فرسه، فأدر قومه وهزموا العجم شر هزيمة ، وقال البلاذري ان زهير بن عبد شمس البجلي هو قاتل رستم حيث قال:

### معارك أخرى
شاركت بجيلة في معارك أخرى وهي معركة الأنبار ومعركة عين التمر ودومة الجندل ومعركة حصيد والخنافس ومعركة مصيخ ووقعة الثني والزميل معركة جلولاء وفتح حلوان وفتح قرماسيين ومعركة نهاوند وفتح الدينور ومعركة اليرموك وغيرها من المعارك.

### من الصحابة
- أسد بن كرز البجلي القسري البجلي.[42]
- جرير بن عبد الله البجلي.[43]
- جندب بن عبد الله بن سفيان العلقي البجلي.[42]
- صخر بن هلال بن العلية الأحمسي البجلي.[44]
- طارق بن شهاب الأحمسي البجلي.[42]
- يزيد بن أسد بن كرز القسري البجلي.[42]
- أبو حارم البجلي.

- أبو أرطأه البجلي.[42]
- قيس بن عائذ الأحمسي البجلي (أبوكاهل).[42]
- أبو نحيلة البجلي.[42]
- الصنابح بن الأعسر الأحمسي البجلي.

- حكيم بن جابر بن طارق الأحمسي البجلي.[42]
- أسد بن عمرو بن عامر، أبو المنذر البجلي.[42]
- عبد الله بن يزيد بن أسد بن كرز القسري البجلي.[47]
- الحصين بن عوف الاحمسي البجلي.[42]
- مالك بن عامر القسري البجلي.[48]

### من رواة الحديث
- قيس بن أبي حازم البجلي الأحمسي.[49]
- أبو زرعة بن عمرو بن جرير البجلي.[50]
- عمار بن معاوية الدهني البجلي.
- جندب بن عبد الله البجلي.[51]
- جرير بن عبد الله البجلي.[52]

## الملاحظات
1. ↑  ضعيف سندًا، باطل متنًا عارضة الأحوذي بشرح صحيح الترمذي. نسخة محفوظة 20 أكتوبر 2021 على موقع واي باك مشين.